# GAVI Alliance
La GAVI Alliance (precedentemente Global Alliance for Vaccines and Immunisation) è un ente di cooperazione mondiale tra soggetti pubblici e privati, che dichiara lo scopo di assicurare "l'immunizzazione per tutti". La sua missione strategica è salvare la vita dei bambini e proteggere la salute generale aumentando l'accesso all'immunizzazione nei paesi poveri.  Gavi Alliance raccoglie governi, istituzioni, donatori privati e fondazioni, tra cui la Fondazione Bill & Melinda Gates.

## Il primo decennio
La GAVI fu lanciata nel 2000, quando la distribuzione dei vaccini ai bambini nelle parti più poveri del mondo aveva cominciato a diminuire. Alla fine degli anni '90, i tassi di immunizzazione erano stagnanti od anzi in declino. Quasi 30 milioni di bambini nati ogni anno in Paesi in via di sviluppo non venivano immunizzati completamente. Con l'impegno finanziario di 750 milioni di dollari della Fondazione Bill & Melinda Gates, la GAVI cominciò a mettere a disposizione i primi vaccini a questi bambini.
Dal 2000 al 2010, la GAVI ha contribuito a immunizzare 288 milioni di bambini contro malattie mortali come la difterite, il tetano, la pertosse (tosse asinina), l'epatite B, l'Haemophilus influenzae e la febbre gialla. Secondo stime della OMS nel 2010, ha prevenuto più di cinque milioni di decessi futuri. La polmonite e la diarrea sono due delle principali cause di decesso per i bambini al di sotto dei cinque anni, provocando quasi il 40% di tutti i decessi infantili. La GAVI prevede di poter salvare altri quattro milioni di vite dal 2011 al 2015.

## Funzionamento
I paesi qualificati per il sostegno GAVI stabiliscono i loro bisogni rispetto all'immunizzazione, fanno richiesta per l'appoggio finanziario e sorvegliano la realizzazione dei loro programmi di vaccinazione. Secondo la linea politica di confinanziamento della GAVI, i paesi riceventi sono costretti a dare un contribuito al costo dei vaccini per rafforzare l'appropriazione e la sostenibilità dei programmi di immunizzazione a lungo termine.

### L'IFFIm
La Struttura Finanziaria Internazionale per Immunizzazione (IFFIm) fu lanciata dalla GAVI per accelerare la disponibilità e la prevedibilità dei fondi per l'immunizzazione. IFFIm raccoglie fondi rilasciando obbligazioni sui mercati finanziari e usando impegni a lungo termine di governi come garanzia e per ripagare interesse. Dal suo lancio nel 2006, IFFIm ha raccolto più di 3 miliardi di dollari sfruttando dei mercati dei capitali e i fondi disponibili per i programmi di immunizzazione della GAVI sono stati raddoppiati. I finanziatori dell'IFFIm sono la Francia, l'Italia, i Paesi Bassi, la Norvegia, il Sudafrica, la Spagna, la Svezia, il Regno Unito e l'Australia.

### L'AMC
La Garanzia del Mercato della GAVI (AMC) è un nuovo approccio al finanziamento della salute pubblica concepito per stimolare lo sviluppo e la produzione di vaccini abbordabili adatti ai bisogni dei paesi in via di sviluppo. In un'AMC, i donatori impegnano fondi per garantire il prezzo di vaccini una volta creati. Gli impegni finanziari forniscono ai produttori di vaccini l'incentivo di sviluppare o di creare la capacità per la produzione di vaccini urgentemente occorrenti. In cambio, le aziende firmano un impegno legalmente obbligandole a fornire vaccini a prezzo abbordabile a lungo termine per paesi in via di sviluppo. A marzo 2010, i primi accordi di scorta per l'AMC contro infezioni pneumococciche sono stati firmati dalla GAVI e da due aziende farmaceutiche. Queste aziende forniranno a lungo termine vaccini adatti ai bisogni dei paesi in via di sviluppo, e ciò a una minima parte del loro prezzo in paesi industriali. L'AMC fu lanciata con un impegno di 1,5 miliardi di dollari dei donatori. Oltre a ciò, la GAVI si è impegnata all'iniziativa con altri 1,3 miliardi di dollari.
I produttori di vaccini, compresi quelli nei mercati emergenti, hanno dimostrato un aumentato impegno a fornire vaccini adeguati a paesi in via di sviluppo. Come conseguenza, la competizione fra le aziende è cresciuta, il che ha portato a una caduta dei prezzi di vaccini sostenuti dalla GAVI.

### L'immunizzazione
L'immunizzazione è un fattore importante per abbassare la mortalità infantile che può aiutare a raggiungere l'obiettivo 4 di sviluppo del millennio di ridurre di due terzi, fra il 1990 ed il 2015, la mortalità dei bambini al di sotto dei cinque anni. Tramite l'iniziativa introduzione accelerata dei vaccini, la GAVI prevede di lanciare nuovi vaccini contro le cause principali della polmonite e della diarrea infantile che insieme costano la vita a quasi tre milioni di bambini al di sotto dei cinque anni ogni anno.